# Новоресмекеево
Новоресмеке́ево (баш. Яңы Рәсмәкәй) — деревня в Чекмагушевском районе Республики Башкортостан Российской Федерации. Входит в состав Рапатовского сельсовета.

## География

### Географическое положение
Протекает река Калмашка.
Расстояние до:
- районного центра (Чекмагуш): 7 км,
- центра сельсовета (Рапатово): 7 км,
- ближайшей ж/д станции (Буздяк): 66 км.

## Население
| 2002 | 2009 | 2010 |
| ---- | ---- | ---- |
| 6    | ↘4   | →4   |

Национальный состав
Согласно переписи 2002 года, преобладающая национальность — татары (100 %).